# Урупский район
Уру́пский райо́н — административно-территориальная единица и муниципальное образование (муниципальный район) в составе Карачаево-Черкесской Республики Российской Федерации.
Административный центр — станица Преградная.

## География

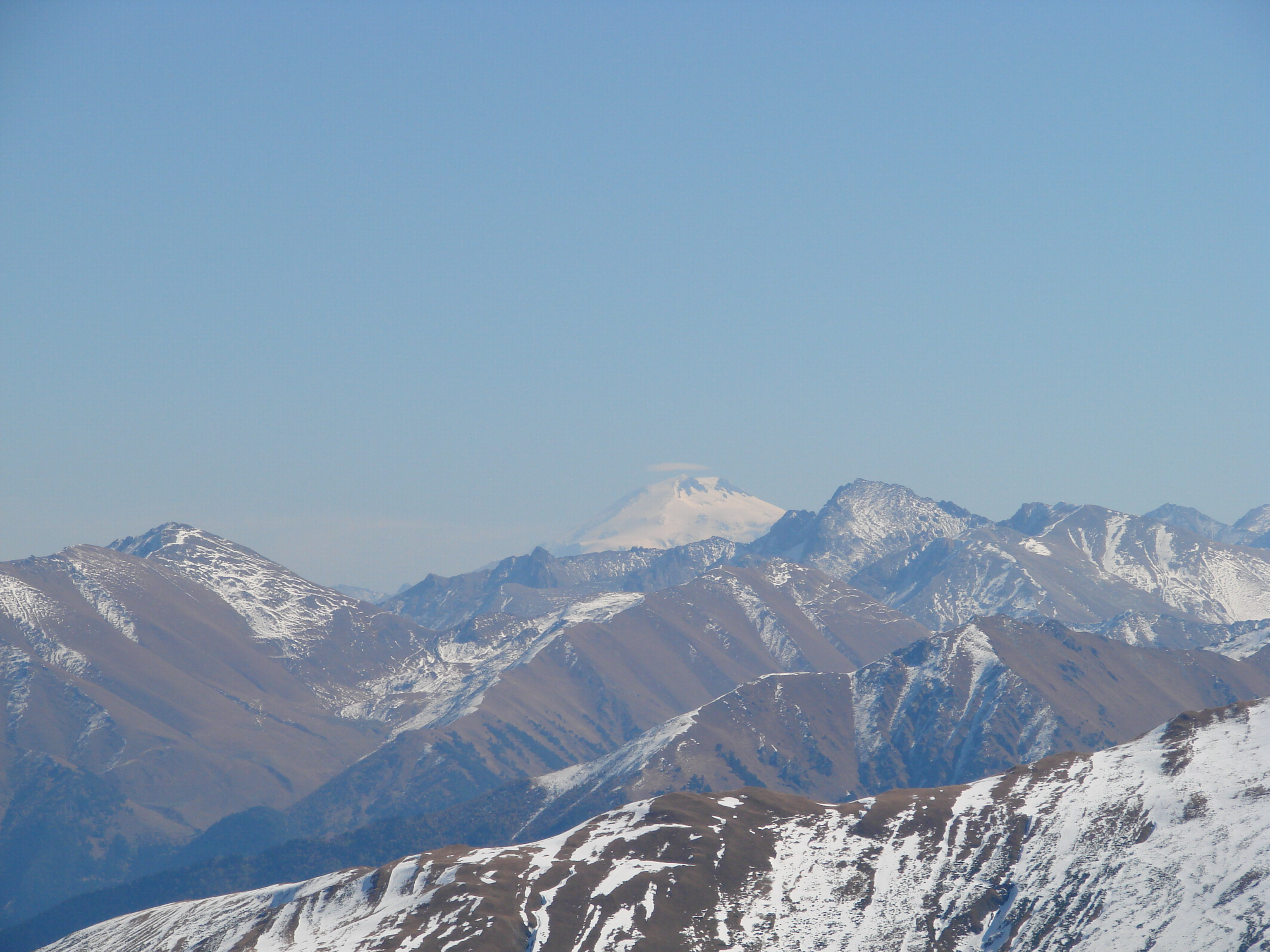
Вид на Эльбрус из Урупского района

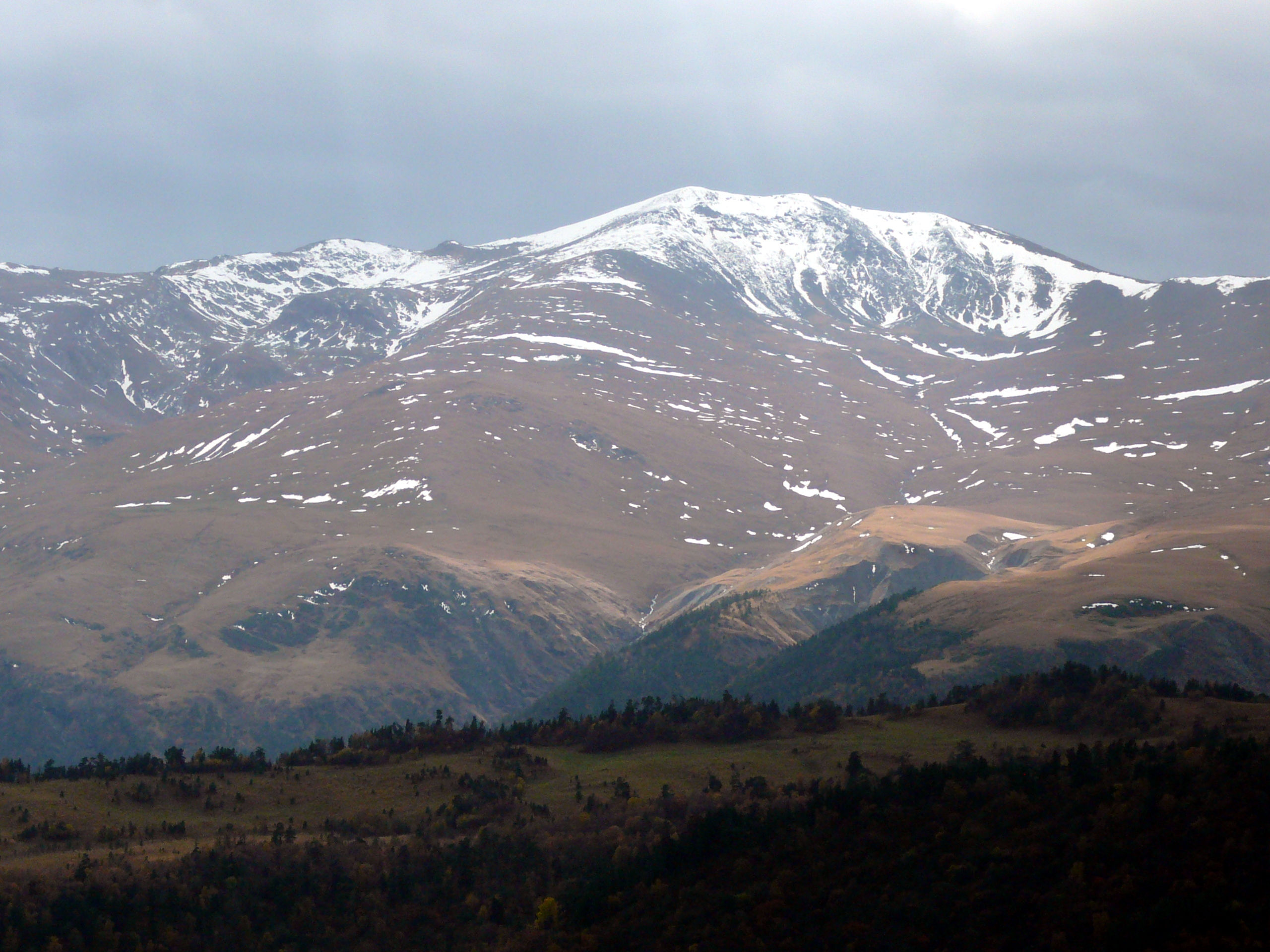
В Чиликском заказнике

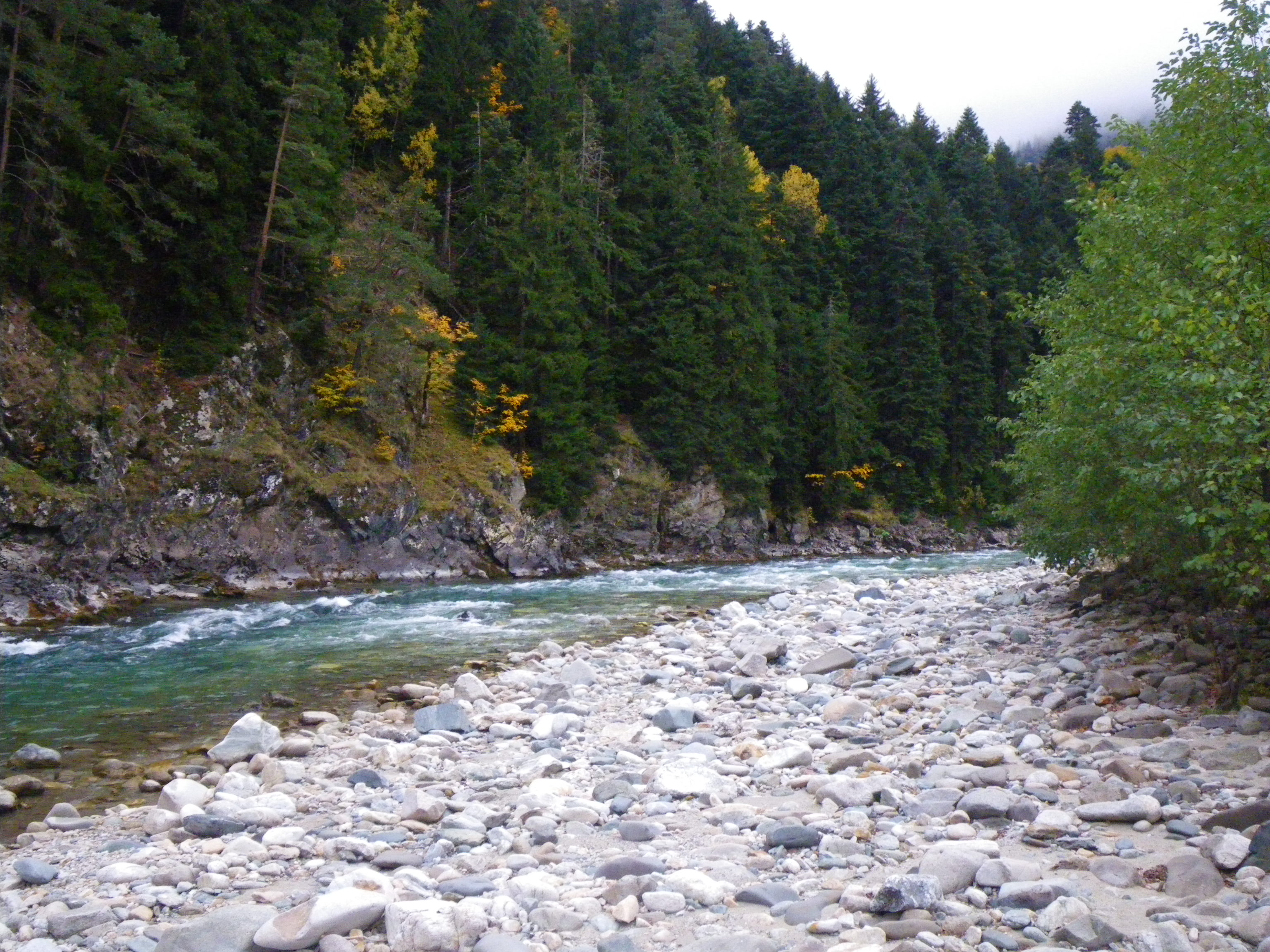
Большая Лаба в Урупском районе

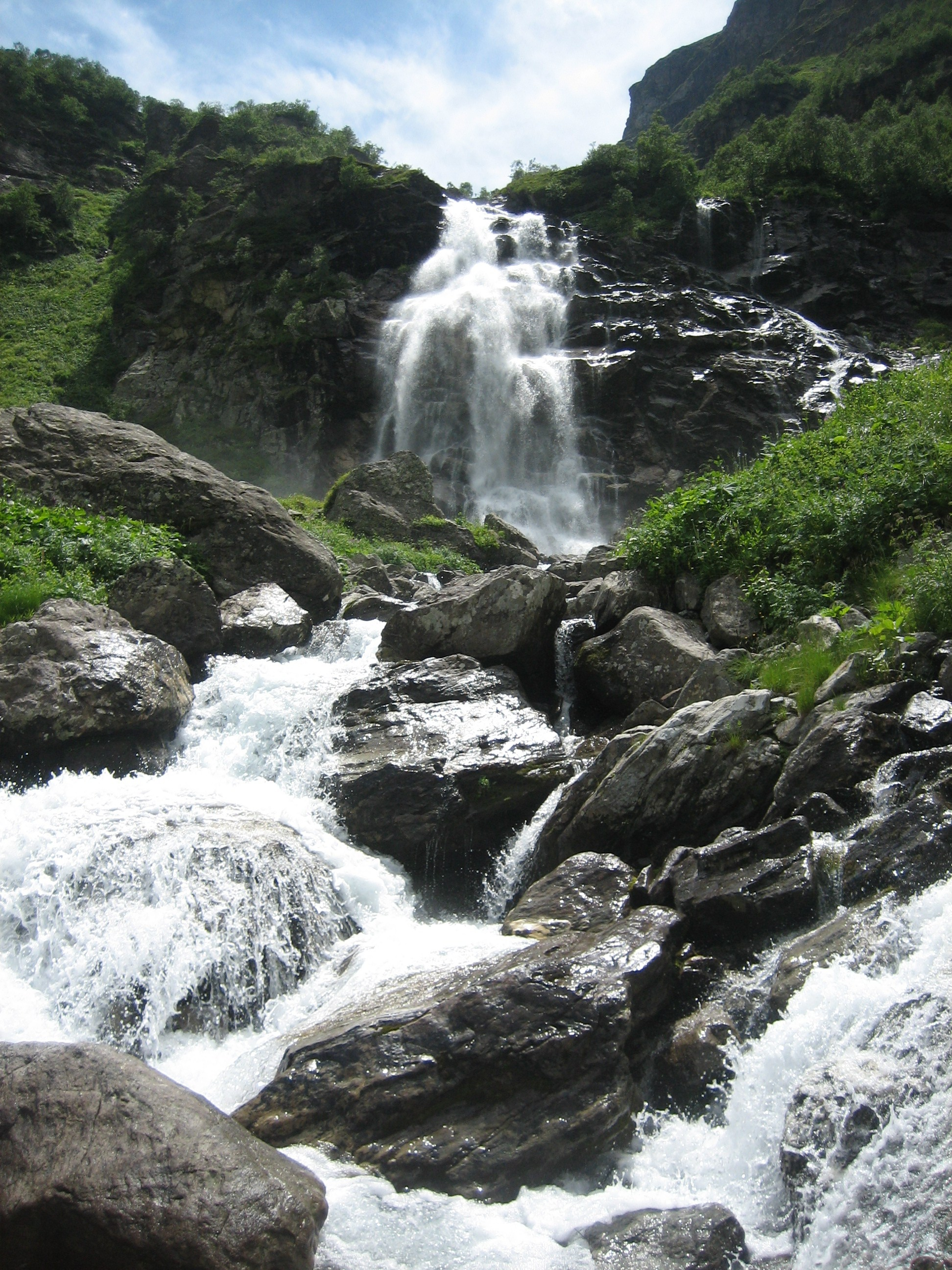
Имеретинский водопад

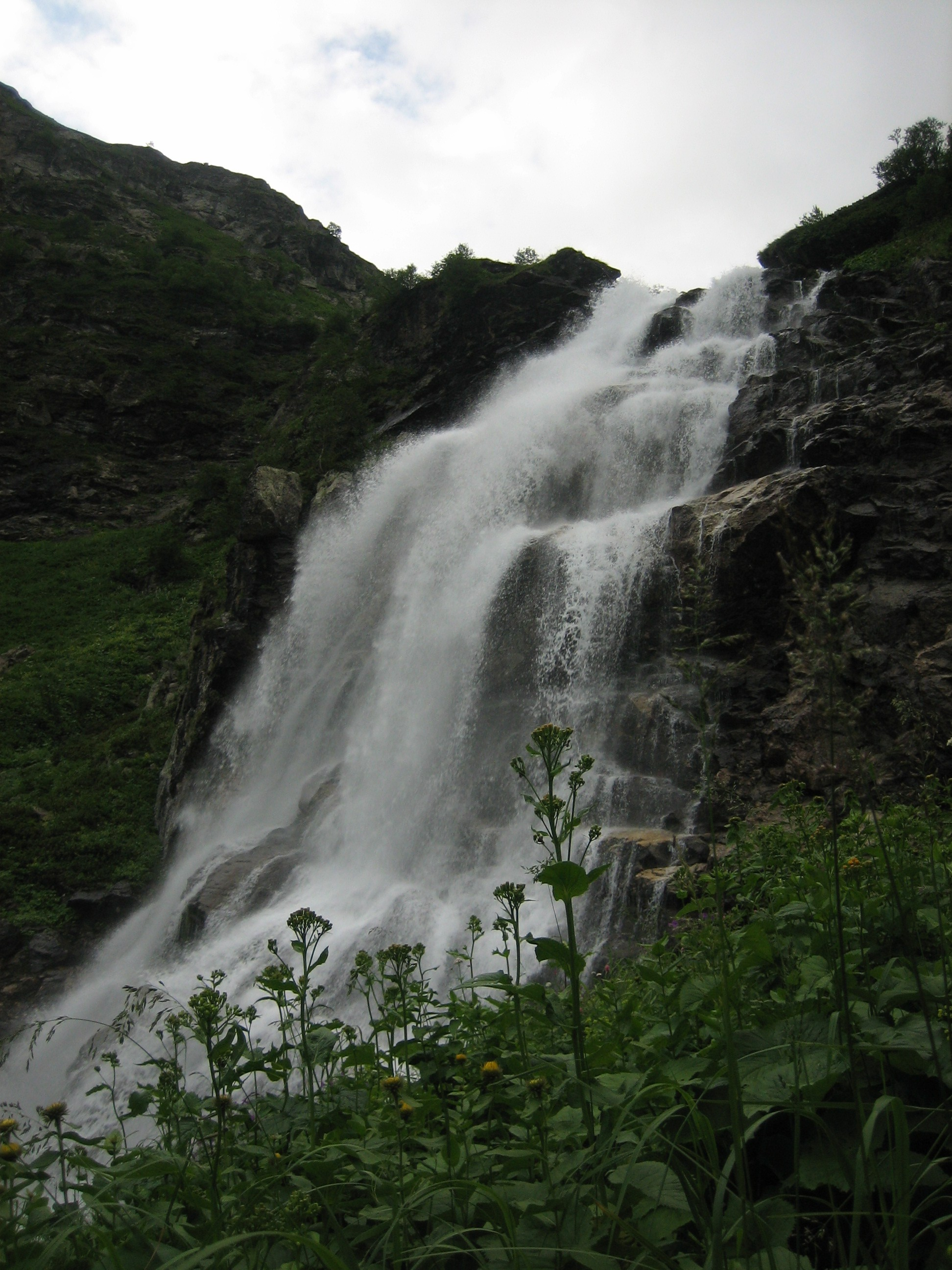
Имеретинский водопад

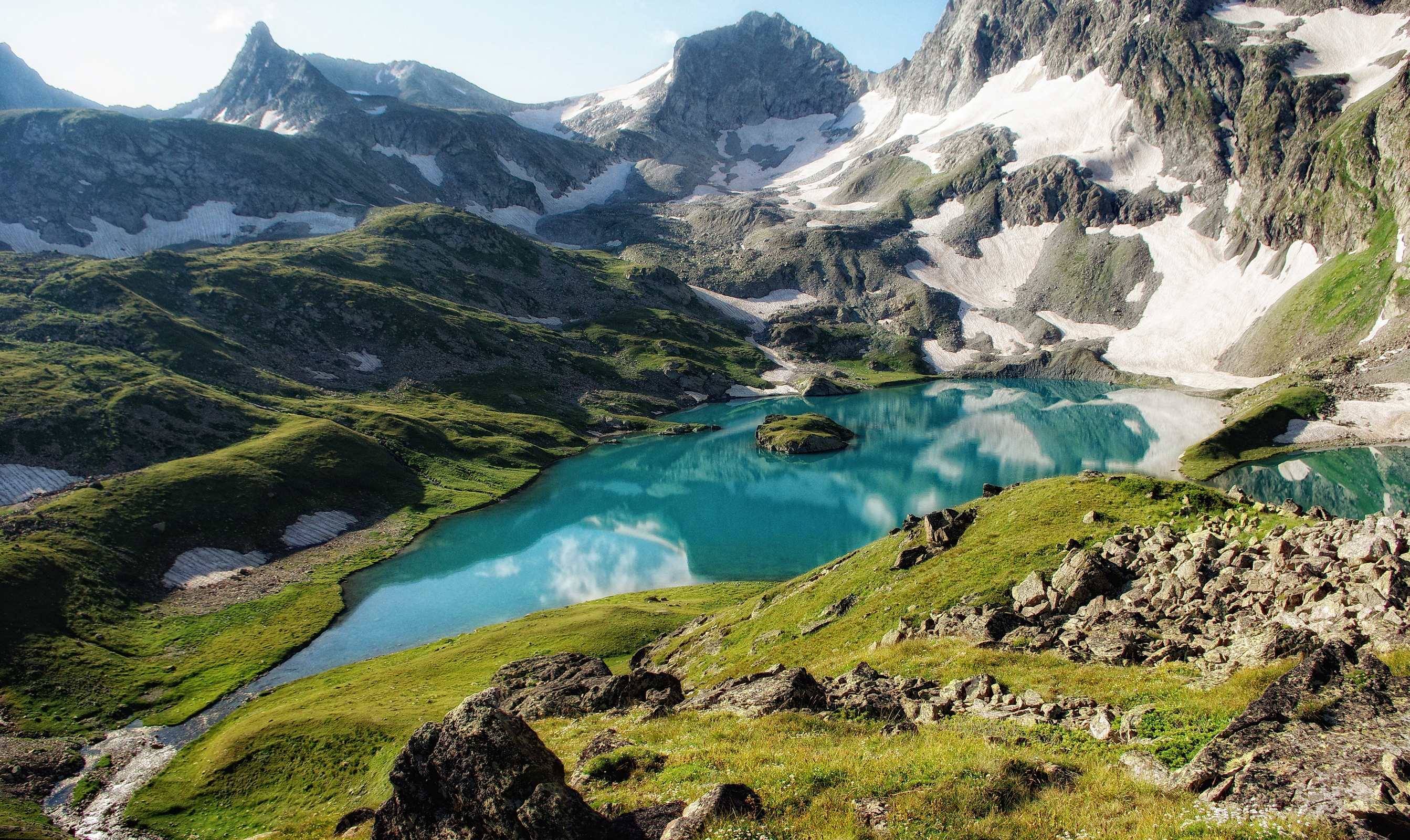
Большое Имеретинское озеро (озеро Безмолвия)

Урупский район расположен в юго-западной части республики. Общая площадь территории района составляет 2782 км².
Граничит с землями Зеленчукского района на востоке, а также с районами Краснодарского края: Мостовским на западе, Лабинским и Отрадненским на севере. На юге граничит с частично признанной Республикой Абхазия.
Территория района расположена в горной части республики. Налицо большие колебания высот между хребтами и речными долинами. Климат района обусловлен влиянием гор, с типично горным температурным режимом (прохладное лето, сравнительно тёплая зима). Район находится в горной сельскохозяйственной зоне.

## История
Согласно архивным данным, Урупский район именовался ранее Преградненским и был основан в составе Карачаевской автономной области 7 сентября 1938 года. 12 октября 1943 года, в связи с депортацией карачаевского народа, были упразднены Карачаевская автономная область и Преградненский район. Вновь район был образован в январе 1957 года.
Указом Президиума Верховного Совета РСФСР от 9 января 1957 года № 721/3 из Краснодарского края в район были переданы: село Псемён, хутор Ершов, посёлки Рожкао, Азиатский и Подскальный, а также ряд ныне не существующих посёлков (Верхний Бескес, Нижний Бескес, Мостовая Поляна, Тамский, Точёный). 15 января 1957 года к Преградненскому району были присоединены Исправненский, Преградненский, Сторожевский с/с и р.п. Уруп бывшего областного подчинения.
Указ Президиума Верховного Совета РСФСР № 713/10 от 23 февраля 1960 года передал Курджиновский сельсовет Псебайского района Краснодарского края (в составе: посёлки Курджиново, Предгорный и Тёплый) также в состав Преградненского района Карачаево-Черкесской автономной области.
1 февраля 1963 года был образован Урупский промышленный район вместо существующего Преградненского района.
12 января 1965 года Президиум Верховного Совета РСФСР постановил:
- образовать Урупский район — центр станица Преградная;
- упразднить Урупский промышленный район Карачаево-Черкесской автономной области;
- Адыге-Хабльский, Зеленчукский, Карачаевский, Малокарачаевский, Прикубанский и Хабезский сельские районы Карачаево-Черкесской автономной области преобразовать в районы.

29 октября 1993 года все сельсоветы района были преобразованы в сельские администрации.
В 1997 году в районе было образовано 7 муниципальных образований. В 2004 году муниципальные образования района получили статус городского поселения (одно МО) и сельских поселений (все остальные МО).

## Население
| 1970    | 1979    | 1989    | 2002    | 2010    | 2011    | 2012    | 2013    | 2014    |
| ------- | ------- | ------- | ------- | ------- | ------- | ------- | ------- | ------- |
| 22 862  | ↘22 213 | ↘21 824 | ↘18 654 | ↗24 404 | →24 404 | ↘24 077 | ↘23 893 | ↘23 637 |
| 2015    | 2016    | 2017    | 2018    | 2019    | 2020    | 2021    | 2023    | 2024    |
| ↘23 421 | ↘23 162 | ↘22 975 | ↘22 763 | ↘22 565 | ↘22 215 | ↗24 459 | ↘24 282 | ↘24 072 |
| 2025    |         |         |         |         |         |         |         |         |
| ↘23 937 |         |         |         |         |         |         |         |         |

### Урбанизация
Городское население (пгт Медногорский) составляет 22,81 % от всего населения района.

### Национальный состав
| Народ                 | Численность в 2002 году, чел. | Численность в 2010 году, чел. |
| --------------------- | ----------------------------- | ----------------------------- |
| русские               | 14 000 (75,1 %)               | 18 885 (77,65 %)              |
| карачаевцы            | 3 476 (18,6 %)                | 4 456 (18,32 %)               |
| украинцы              | 407 (2,2 %)                   | 236 (0,97 %)                  |
| узбеки                | 4 (<0,1 %)                    | 100 (0,41 %)                  |
| черкесы               | 72 (0,4 %)                    | 87 (0,36 %)                   |
| армяне                | 57 (0,3 %)                    | 80 (0,33 %)                   |
| татары                | 100 (0,5 %)                   | 68 (0,28 %)                   |
| белорусы              | 88 (0,5 %)                    | 50 (0,21 %)                   |
| немцы                 | 52 (0,3 %)                    | 39 (0,16 %)                   |
| осетины               | 34 (0,2 %)                    | 32 (0,13 %)                   |
| ногайцы               | 18 (0,1 %)                    | 27 (0,11 %)                   |
| лезгины               | 38 (0,2 %)                    | 25 (0,10 %)                   |
| грузины               | 27 (0,1 %)                    | 23 (0,09 %)                   |
| греки                 | 21 (0,1 %)                    | 21 (0,09 %)                   |
| азербайджанцы         | 19 (0,1 %)                    | 19 (0,08 %)                   |
| балкарцы              | 4 (<0,1 %)                    | 14 (0,06 %)                   |
| казахи                | 33 (0,2 %)                    | 14 (0,06 %)                   |
| абазины               | 9 (<0,1 %)                    | 13 (0,05 %)                   |
| другие национальности | 195 (1,0 %)                   | 131 (0,54 %)                  |

По итогам переписи населения 2020 года проживали следующие национальности (национальности менее 0,3 % и другое, см. в сноске к строке «Другие»):
| Национальность | Численность, чел. | Доля     |
| -------------- | ----------------- | -------- |
| Русские        | 17 994            | 73,57 %  |
| Карачаевцы     | 4 867             | 19,90 %  |
| Украинцы       | 312               | 1,27 %   |
| Армяне         | 120               | 0,49 %   |
| Черкесы        | 93                | 0,38 %   |
| Татары         | 88                | 0,35 %   |
| Узбеки         | 83                | 0,33 %   |
| Другие         | 902               | 3,68 %   |
| Итого          | 24 459            | 100,00 % |

Половозрастной состав
По данным Всероссийской переписи населения 2010 года:
| Возраст     | Мужчины, чел. | Женщины, чел. | Общая численность, чел. | Доля от всего населения, % |
| ----------- | ------------- | ------------- | ----------------------- | -------------------------- |
| 0 — 14 лет  | 2 216         | 2 089         | 4 305                   | 17,64 %                    |
| 15 — 59 лет | 7 588         | 8 097         | 15 685                  | 64,27 %                    |
| от 60 лет   | 1 694         | 2 720         | 4 414                   | 18,09 %                    |
| Всего       | 11 498        | 12 906        | 24 404                  | 100,0 %                    |

Мужчины — 11 498 чел. (47,1 %). Женщины — 12 906 чел. (52,9 %).
Средний возраст населения: 38,1 лет. Средний возраст мужчин: 36,0 лет. Средний возраст женщин: 39,9 лет.
Медианный возраст населения: 36,6 лет. Медианный возраст мужчин: 34,2 лет. Медианный возраст женщин: 38,9 лет.

## Муниципальное устройство
В Урупский муниципальный район входят 7 муниципальных образований, в том числе 1 городское и 6 сельских поселений.
| №        | Муниципальное образование | Административный центр       | Количество населённых пунктов | Население (чел.) | Площадь (км²) |
| -------- | ------------------------- | ---------------------------- | ----------------------------- | ---------------- | ------------- |
| 1e-06    | Городское поселение       |                              |                               |                  |               |
| 1        | Медногорское              | рабочий посёлок Медногорский | 1                             | ↘5549            | 92,19         |
| 1.000002 | Сельские поселения        |                              |                               |                  |               |
| 2        | Загеданское               | посёлок Загедан              | 3                             | ↘370             | 765,83        |
| 3        | Курджиновское             | село Курджиново              | 4                             | ↘6886            | 543,37        |
| 4        | Кызыл-Урупское            | аул Кызыл-Уруп               | 1                             | ↘1164            | 87,91         |
| 5        | Преградненское            | станица Преградная           | 2                             | ↘7501            | 262,00        |
| 6        | Предгорненское            | село Предгорное              | 4                             | →987             | 149,84        |
| 7        | Урупское                  | село Уруп                    | 1                             | ↘1630            | 880,86        |

## Населённые пункты
Распределение населения района
 ст. Преградная (31,55 %) с. Курджиново (25,12 %) пгт Медногорский (22,81 %) с. Уруп (6,62 %) а. Кызыл-Уруп (4,8 %) Остальные (9,1 %)

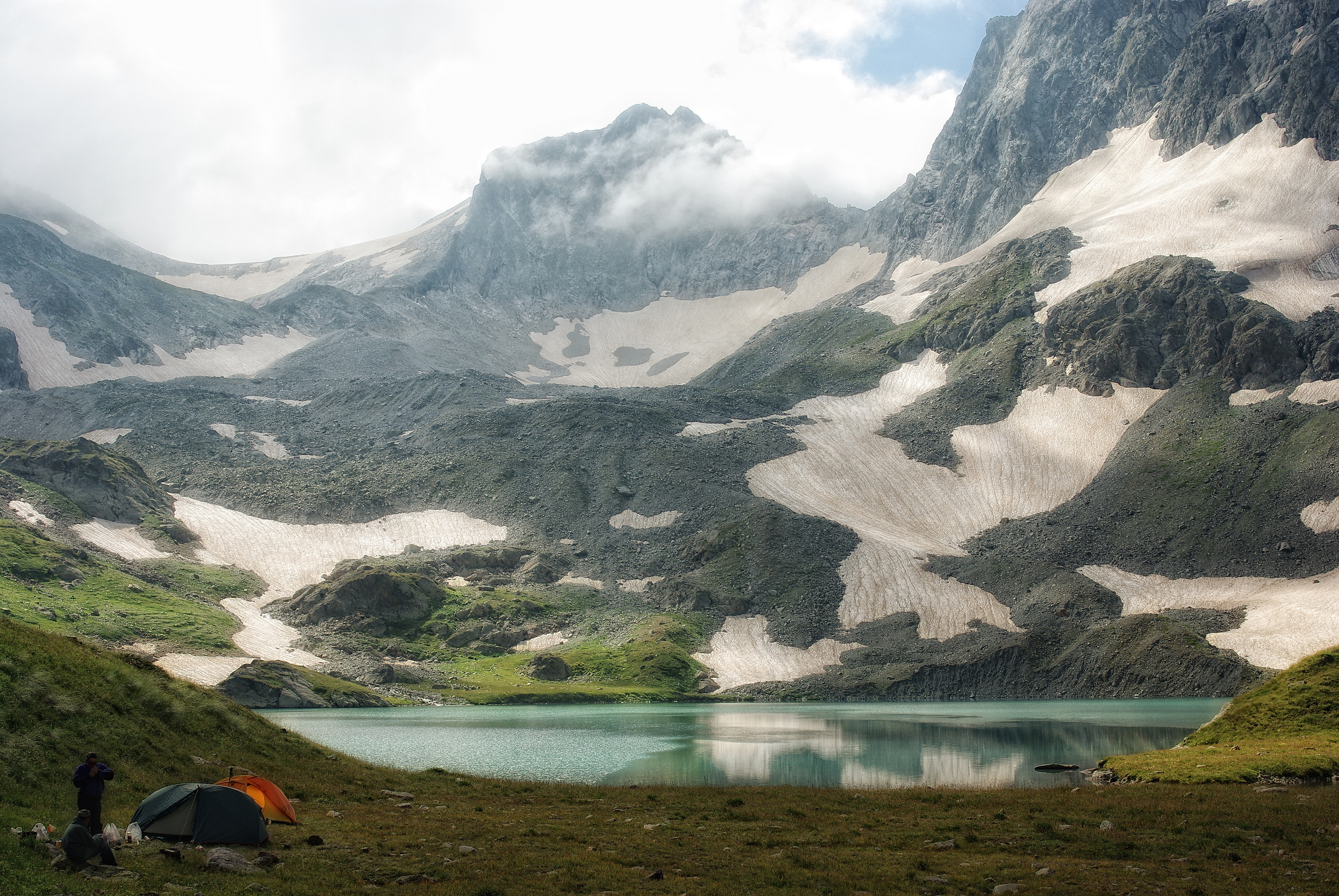
На Имеретинских озёрах

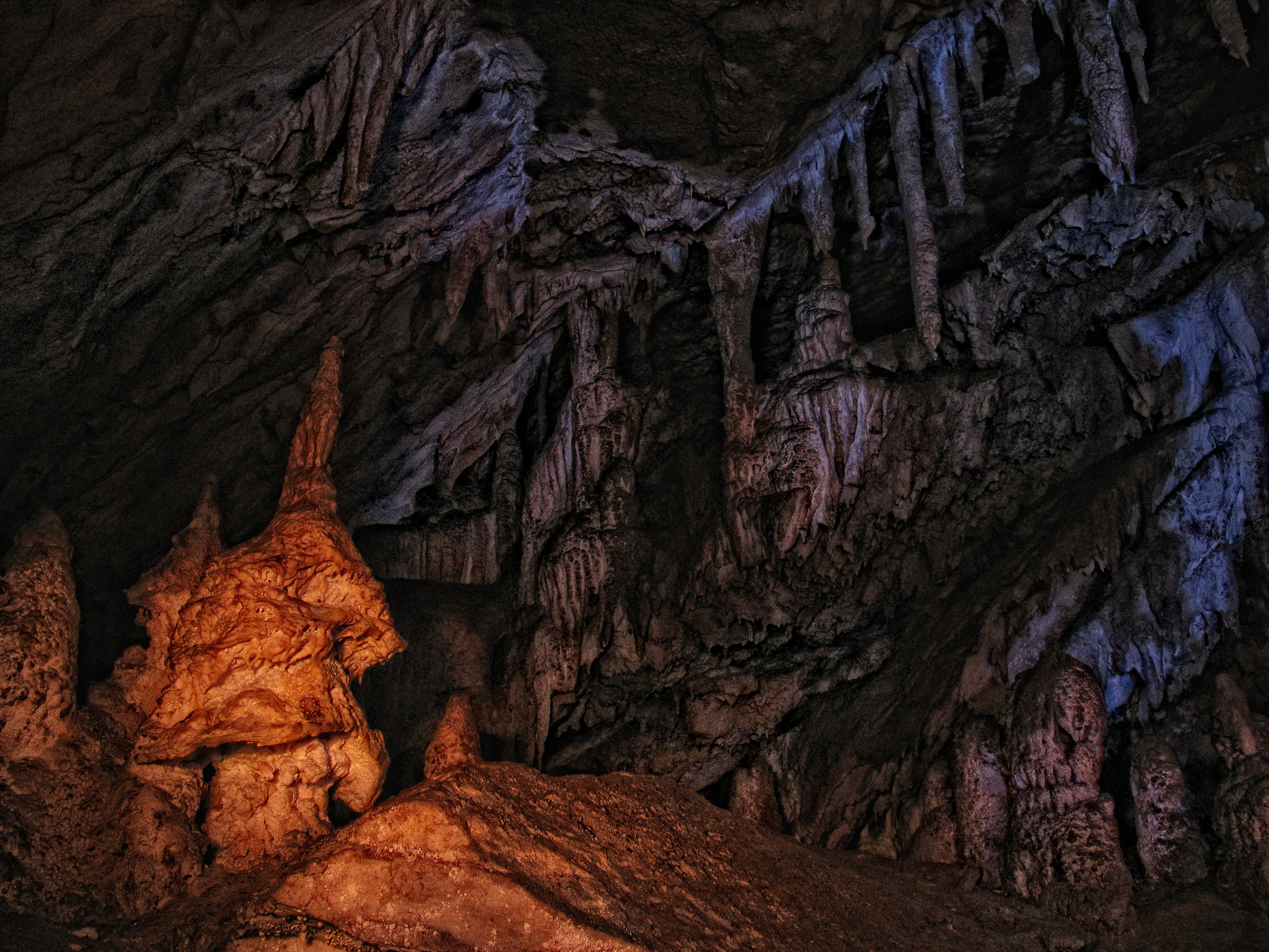
Пещера «Южный слон»

В Урупском районе 16 населённых пунктов, в том числе один городской населённый пункт (посёлок городского типа) и 15 сельских населённых пунктов.
| №  | Населённый пункт | Тип             | Население | Муниципальное образование         |
| -- | ---------------- | --------------- | --------- | --------------------------------- |
| 1  | Азиатский        | посёлок         | →40       | Курджиновское сельское поселение  |
| 2  | Большевик        | хутор           | ↘67       | Преградненское сельское поселение |
| 3  | Дамхурц          | посёлок         | ↗40       | Загеданское сельское поселение    |
| 4  | Ершов            | хутор           | ↗234      | Предгорненское сельское поселение |
| 5  | Загедан          | посёлок         | ↗114      | Загеданское сельское поселение    |
| 6  | Курджиново       | село            | ↗6013     | Курджиновское сельское поселение  |
| 7  | Кызыл-Уруп       | аул             | ↘1150     | Кызыл-Урупское сельское поселение |
| 8  | Медногорский     | рабочий посёлок | ↘5459     | Медногорское городское поселение  |
| 9  | Первомайский     | хутор           | ↗11       | Предгорненское сельское поселение |
| 10 | Подскальное      | село            | ↗246      | Предгорненское сельское поселение |
| 11 | Преградная       | станица         | ↗7553     | Преградненское сельское поселение |
| 12 | Предгорное       | село            | ↗515      | Предгорненское сельское поселение |
| 13 | Псемён           | село            | ↘835      | Курджиновское сельское поселение  |
| 14 | Пхия             | посёлок         | ↗223      | Загеданское сельское поселение    |
| 15 | Рожкао           | посёлок         | ↗117      | Курджиновское сельское поселение  |
| 16 | Уруп             | село            | ↘1584     | Урупское сельское поселение       |

## Органы местного самоуправления
Структуру органов местного самоуправления муниципального образования составляют:
1. Совет Урупского муниципального района — выборный представительный орган района;
2. Администрация Урупского муниципального района — исполнительно-распорядительный орган района;
3. Глава Урупского муниципального района — высшее должностное лицо района, исполняет полномочия Председателя совета района;
4. Контрольно-счётная комиссия Урупского муниципального района.

Глава районной администрации
- Шутов Алексей Петрович (с 3 мая 2011 года)
- Зайцев Михаил Фёдорович (с 27 сентября 2019 года)

Глава района, Председатель районного совета
- Боташев Азрет-Али Хамидович (с 4 июня 2010 года)
- Джазаев Борис Борисович (с 25 сентября 2019 года)

Адрес администрации Урупского муниципального района: станица Преградная, ул. Советская, д. 60.

## Экономика
В районе работают промышленные предприятия: 
- Урупский ГОК (Медногорский). Помимо собственно Урупского медно-колчеданного месторождения, ГОК имеет лицензии на разработку находящихся рядом Первомайского и Скалистого месторождений, а также Худесского месторождения в северо-западном Приэльбрусье. Ведётся проектирование Скалистого ГОКа в составе Худесского горно-обогатительного комбината[43];
- Дробильно-сортировочный комплекс по добыче и переработке серпентинита на базе Беденского (Больше-Лабинского) серпентинитового массива в районе посёлка Азиатский, введённый в строй в 2013 году. В дальнейшем предполагается строительство цементного завода в селе Курджиново[44];
- Бескесский лесхоз (Курджиново);
- ОАО «Флора Кавказа» (Преградная). Создано на основе Преградненской заготовительно-сбытовой базы, возникшей в 1957 году, занимается производством лекарственных средств[45].

С 2011 года идёт постепенная газификация района. В 2013 году в район был проведён магистральный газопровод. С 2010 года ведётся масштабное строительство объектов водоснабжения (прежде всего, самотечного водовода), окончание работ было намечено на конец 2013 года.

## Достопримечательности
- Гунькина пещера.
- Пещера «Южный слон»[47].

## Археология
- Наскальные рисунки в ущелье Сутул.
- Около станицы Преградной находится Треугольная пещера которая, была заселена от 600 до 250 тыс. лет назад, она является одной из древнейших пещерных стоянок раннего палеолита в Восточной Европе. В Треугольной пещере исследователями было выделено четыре культурно-хронологических комплекса. Среди орудий древнего человека исследователями были выделены чопперы, протобифасы, комбинированные орудия и другие формы. Своеобразие животного мира в период межледниковья ок. 600 тыс.л.н. позволило ученым выделить по материалам Треугольной пещеры новый, урупский, комплекс фауны млекопитающих Северного Кавказа. Этот комплекс включает пещерного медведя Денингера, мосбахского волка, пятнистую гиену, льва, мелкую лошадь, носорога, бизона Шетензака и других животных [48].
- На плато Баранаха обнаружена стоянка открытого типа Баранаха-4. Стоянка находится недалеко от истоков ручья в Мокрой балке, по ее левому борту. Это одна из самых высокогорных стоянок палеолита на Северном Кавказе (абсолютная высота над уровнем моря - 1477 м). В мустьерском слое возрастом более 60 тыс.л.н. изучена стоянка неандертальцев, где велось активное расщепление каменного сырья (кремня). Неандертальцы стоянки Баранаха-4 охотились на крупных копытных животных, прежде всего - на бизонов[49].
- Отложения мустьерского времени изучались также в пещере Киспап [48].
- Древнейшие стоянки человека современного вида обнаружены и исследованы в верхнем слое стоянки Баранаха-4 (слой эпипалеолита), на местонахождении Баранаха-1 .